# Александрівка (Суразький район)
Александровка  (рос. Александровка) - присілок у Суразькому районі Брянської області Російської Федерації поблизу кордону з Білоруссю. Належить до українського історичного та етнічного краю Стародубщини.
Орган місцевого самоврядування - Овчинське сільське поселення. Населення становить ▼ 0 осіб (2013). Присілок не має постійного населення від 2011 року.

## Географія
Александрівка розташована за 6 км на північ від села Душатин та 1,5 км від кордону з Білоруссю.
Населений пункт розташований на відстані 13 км від районного центру Суража, 139 км від обласного центру міста Брянська та 461 км від столиці Росії - Москви.

## Історія
Вперше згадується у 1892 році у списку населених місць Чернігівської губернії.
Напередодні Українських національно-визвольних змагань, згідно з адміністративним поділом 1916 року - хутір Чернігівської губернії, Суразького повіту, Душатинської волості.
У 1918 році, згідно з Берестейським миром, належало до Української Народної Республіки та Української Держави Скоропадського.
У 1919 році селище було приєднане до Гомельської губернії, підпорядкове Суразькому повіту.
Згідно із Списком населених місць Брянської губернії за 1928 рік, Александрівка - присілок Брянської губернії Клинцівського повіту Суразької волості Грабівської сільрада. Число господарств становило 77; переважна народність - росіяни; населення за даними перепису 1926 року - чоловічої статі 207, жіночої статі 243, всього - 450 осіб.
У 1929-1937 року належало до Західної області РСФСР. Адміністративно підпорядковувалося Клинцівській окрузі, Суразькому району, Грабівській сільраді.
У 1937-1944 роках належало до Орловської області, відтак відійшло до новоутвореної Брянської області.
Присілок зазнав колективізації. У середині 20 століття було утворено колгосп "Червоний передовик" (Красный передовик).

## Населення
Максимальне число мешканів у присілку було 450 осіб у 1926 році.
У минулому чисельність мешканців була такою:
| Роки      | 2002 | 2010 |
| --------- | ---- | ---- |
| Населення | 20   | 1    |

## Освіта
Збереглися відомості про церковно-парафіяльну школу, яка діяла у присілку вкінці 19 - на початку 20 століття. Заснована 8 січня 1898 року. Від початків учителював учитель Голофаст, який закінчив земську школу. На утримання школи було зібрано грошей від скарбниці 16 рублів і близько 5 рублів за місяць від учнів.